# Acteana neavei
Acteana neavei är en insektsart som beskrevs av Bolívar, I. 1912. Acteana neavei ingår i släktet Acteana och familjen gräshoppor. Inga underarter finns listade i Catalogue of Life.